# Advanced Systems Format
Advanced Systems Format (dříve nazývaný Advanced Streaming Format, Active Streaming Format) je proprietární formát kontejneru pro digitální audio/digitální video, zvláště určený pro streamování médií od společnosti Microsoft. ASF je součástí Media Foundation framework.

## Přehled a vlastnosti
ASF je založen na principu serializovaných objektů , které jsou  identifikovány pomocí GUID značky.
Formát nespecifikuje, jakým způsobem (jakým kodekem) je video nebo zvuk kódován; určuje pouze strukturu video/audio streamu. Funguje podobně jako kontejnery formátů QuickTime, AVI, nebo Ogg. Jedním z cílů ASF byla podpora přehrávání ze streamů, HTTP serverů a místních úložných zařízeních, jako jsou pevné disky.
Nejčastější media obsažené v ASF souborů jsou Windows Media Audio (WMA) a Windows Media Video (WMV). Nejčastější soubor rozšíření pro soubory ASF jsou rozšíření .WMA (audio soubory pouze pomocí Windows Media Audio, s MIME typem audio/x-ms-wma) a .WMV (soubory obsahující video pomocí Windows Media Audio a Video kodeky, s typ MIME video/x-ms-asf). Tyto soubory jsou stejné staré .ASF soubory, ale pro jejich rozšíření a MIME-type různých rozšíření se používají, aby bylo snazší identifikovat obsah multimediálního souboru.
ASF soubory mohou také obsahovat objekty představující metadata, například jméno interpreta, název skladby, název alba, žánr, nebo autora video stopy, stejně jako ID3 tagy z MP3 souborů. 
Specifikace je ke stažení z webu společnosti Microsoft, a formát může být realizován v rámci licence od společnosti Microsoft, který však neumožňuje distribuci zdrojů a není kompatibilní s open source licencí. Autor projektu svobodného software VirtualDub oznámil, že ho zaměstnanec společnosti Microsoft informoval s tím, že jeho software, porušil patent Microsoftu týkající se ASF přehrávání.Některé opravy chyb techniky související s ASF jsou patentovány v usa (United States Patent 6,041,345 Levi, et al. 21. března 2000) společností Microsoft.